# CICADA (日本のバンド)
CICADA（シケイダ）は、日本のバンドである。2012年、若林ともを中心に結成される。所属レーベルはpara de casa。2019年3月解散。
2016年、2nd Full ALBUM「formula」でユニバーサルミュージックよりメジャーリリース。

## 経歴
若林ともが「トリップ・ホップのようにバンド・サウンドは無機質で、ヴォーカルは温かみのあるバンド」を組みたいと考えて、mixiでバンド・メンバーを募集し、応募者の中から城戸あき子をヴォーカリストに選んだ。そこに他のバンドのベーシストだった木村朝教を加えた3名で、2012年に結成された。翌年、mixiの募集を通じて出会ったドラムの櫃田良輔と、木村の友人を通じて出会ったキーボードの及川創介が加入した。2015年、インディーレーベルpara de casaよりファースト・アルバム『BED ROOM』をリリースした。その後2016年、2nd Full ALBUM「formula」でユニバーサルミュージックよりメジャーリリース。2017年からは新たなメンバーとして越智俊介が加入。

## メンバー
城戸 あき子
- ヴォーカル担当。mixiで若林のメンバー募集を見かけて応募し、約150人の中からCICADAのボーカルとして選出される。
- 大学時代はサークルでコピーバンドなどを経験。お酒好きでメンバー1の酒豪。
- 繊細かつ力強いボーカル力と多彩なラップスキルを持ち、自身のバンド以外にも冨田ラボ、Orlandなどでゲストボーカリストとして作品参加も。

若林 とも
- ギター、鍵盤、サンプラー担当。作詞作曲も担当している。北海道から上京し、CICADAを結成すべくメンバーを集めた。
- メンバーの及川とは頻繁に言い争いながら「自分の曲の方がいい」とインタビュー中にも火花を散らす一面も。
- ライブでは主にNOVATION-mininova、KORG-microKORG-XLの2台のシンセサイザーに加え、複数のサンプラーを使用しステージに立つ。

及川 創介
- 鍵盤、コーラス担当。作詞作曲に加え、全曲の編曲を担当する。神奈川県茅ヶ崎市出身でバンドSiMのギタリストSHOW-HATEと同じバンドに所属していた。
- 加入前はusに所属しており、前ベーシスト木村の紹介でCICADAへ加入。
- 明るいキャラクターととっつきやすい性格でMCも担当する。Sosuke Oikawaとしてソロ活動も活発で様々なアーティストへの楽曲提供、リミックスなどを行う。

櫃田 良輔
- ドラム担当。広島出身で別バンドの活動で東京へ上京。キック、スネア、ハイハット、シンバルのみのシンプルなスタイルでのドラムプレイはライブでひときわ目立つ存在。
- その実力からサポートワークも多く、SHE IS SUMMER、MINT mate box、showmore、大比良瑞希などのライブサポートを担当している。

越智 俊介
- ベース担当。元カラスは真っ白のメンバー。CICADAへは2017年に加入。CICADAの他にもShunské G & The Peas、CRCK/LCKSのベーシストとしても活動、
- 更にサポートワークも多く、SHE IS SUMMER、大比良瑞希、菅田将暉など、多数のアーティスト/バンドへの楽曲提供やライブ・レコーディングへ参加。

## ディスコグラフィー

### アルバム
- BED ROOM（2015年）
- formula (2016年)
- ESCAPE　(2018年)

### ミニ・アルバム
- Eclectic（2013年）
- Loud Colors（2016年）

### シングル
- ep（2013年）
- stand alone（2015年）
- Harvest/party out（2017年）※配信限定single